# 標緻208
標緻208是一台超級迷你車(B-segment)，由法國標緻汽車生產並且在2012年3月日內瓦汽車展中亮相。 第一批的208在2011年由PSA在斯洛伐克新成立的特爾納瓦工廠生產，為3門車型。5門車型則在2012年、標緻在法國的米盧斯工廠以及普瓦西工廠生產。台灣地區則是自2013年日內瓦車展全球首演後，於2014年的台北車展上發表上市。
2019年推出第二代車型。

## 第一代（A9；2012）

### 規格及設計
208的開發代碼為「A9」,底盤使用標緻雪鐵龍PF1平台，重量與前一代的標緻207比較之下減少了大約173公斤（平均減少110公斤），但空間較原來的207來得大。行李箱空間為285 L（10 cu ft）(德國汽車工業公程師協會，VDA)，也較207多了15 L (1 cu ft)的體積，膝部空間也增加了 5 cm (2 in)。208設計由Pierre Authier負責主導，外觀設計為Sylvain Henry。

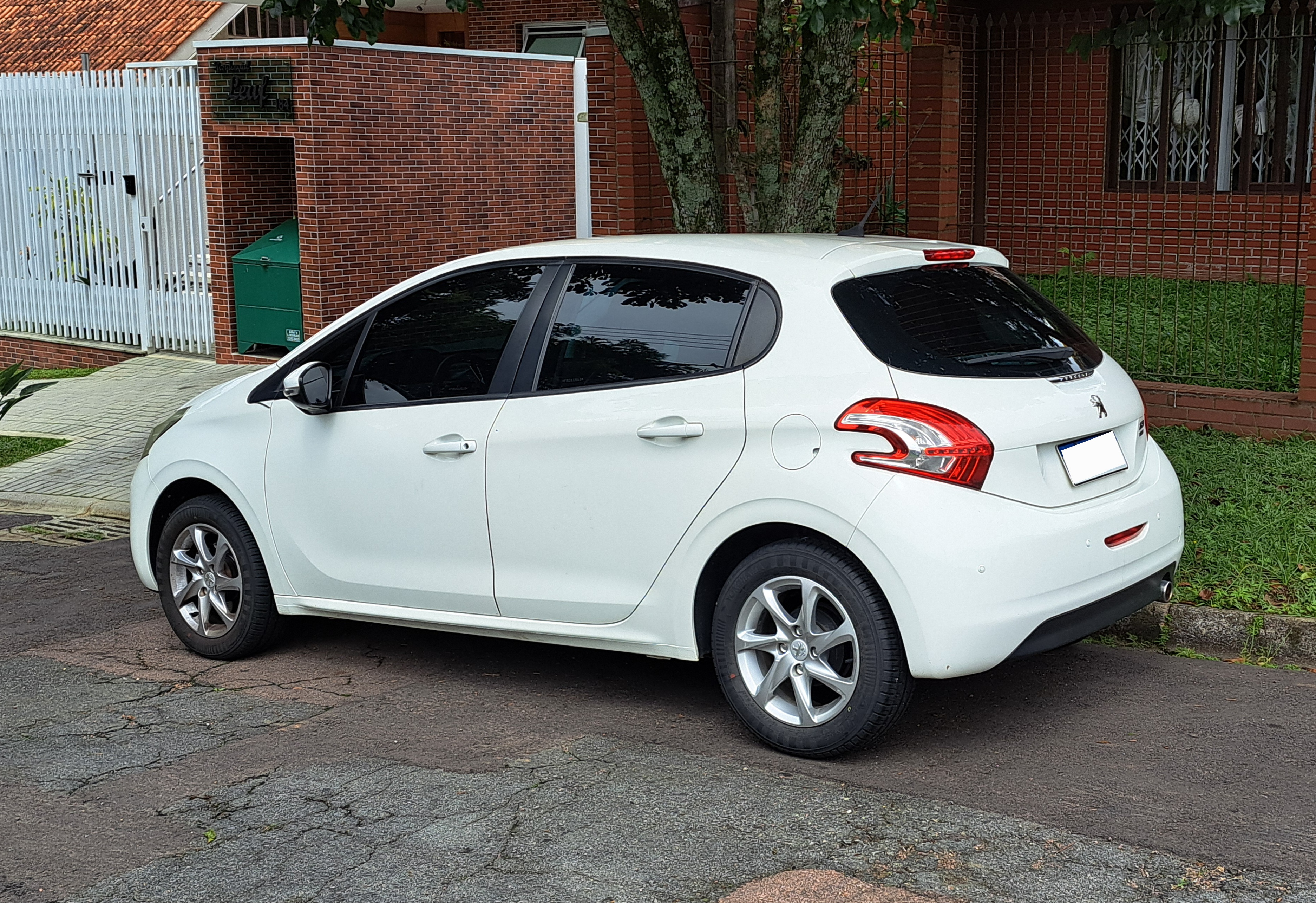
标致 208 (A9)

車內設計由Adam Bazydlo擔任、色彩及裝飾為Marie Sanou負責。208配備一台大約7吋的可觸控式電腦彩色資訊螢幕，全玻璃車頂環繞著LED氣氛燈。208的風阻係數為0.29。

### 引擎
使用在208上的汽油引擎全部符合歐盟第五期的廢氣排放標準，柴油引擎的二氧化碳排放量也少於等於99 g/km。除了使用前一代的直列式四缸引擎，自2012年9月生產的208也提供了兩種新的直列三缸可變汽門正時引擎，分別為1.0 VTi (68 hp)以及 1.2 VTi (82 hp)。1.0引擎提供了更好的汽油消耗量來到了4.3 L/100 km（66 mi/imp gal；55 mi/US gal），另外 CO
2排放量也來到了99 g/km。
208 GTi搭載了一個1.6升渦輪增壓 (1598 cc) 的直列四缸渦輪增壓引擎，最大馬力來到了197 bhp（5,800 rpm）以及最大扭力在28 kgm (1,700 rpm)。搭配6速手排變速箱。GTi的引擎也與Mini掀背車以及雪鐵龍小型車型上共用。
柴油引擎則使用1.4 e-HDi直列四缸柴油引擎，最初曾經在2010年生產的207有使用過這顆引擎。這具引擎提供了 50 kW（68 PS；67 hp）。在公布的燃油經濟性和排放數據為 3.4 L/100 km（83 mi/imp gal；69 mi/US gal） 以及 87 g/km。

### 208 T16 Pikes Peak

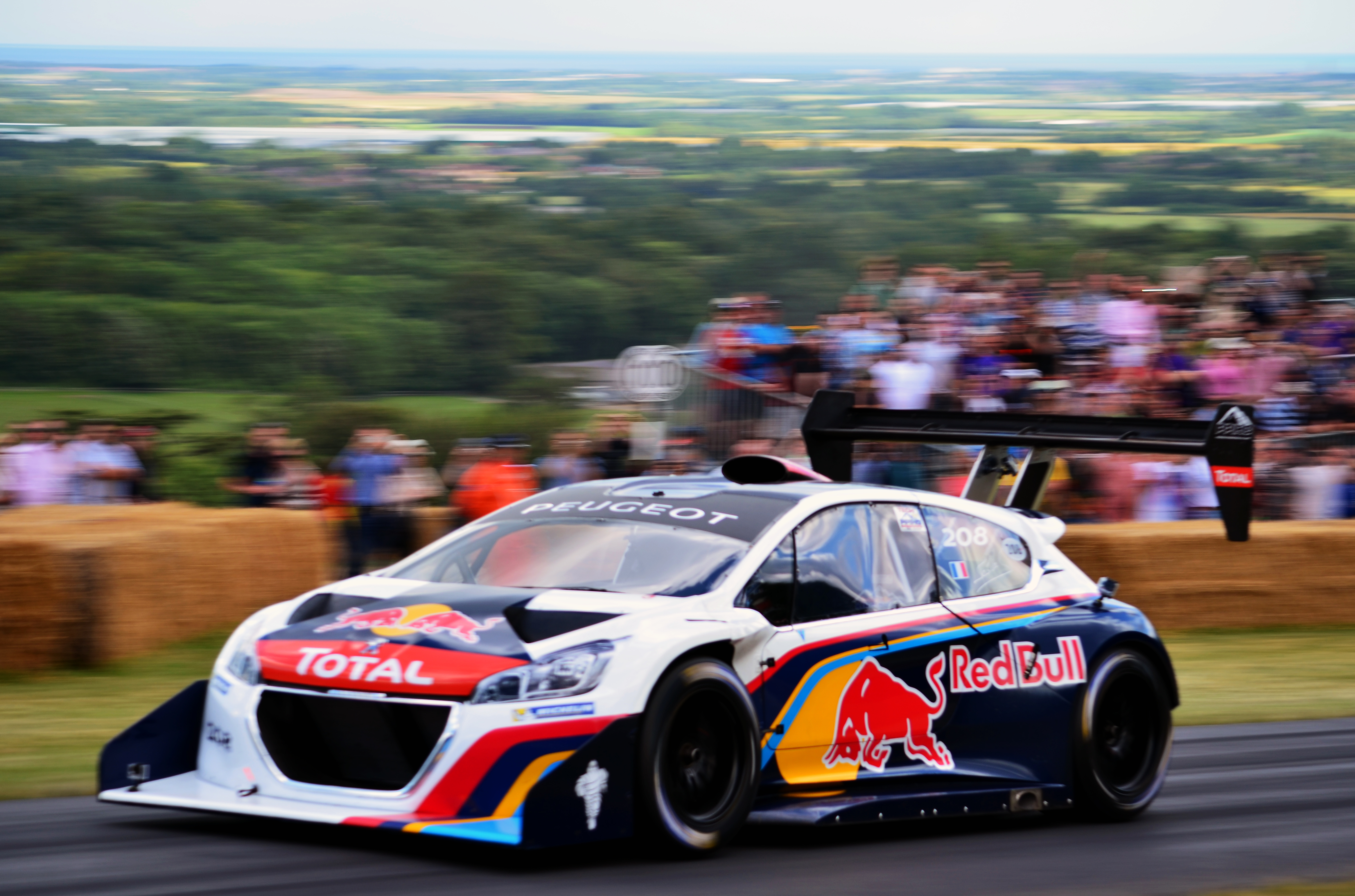
塞巴斯蒂安·勒布駕駛的208 T16 Pikes Peak，攝於2014年古德伍德速度慶典

2013年四月，208 T16 Pikes Peak由曾經奪下WRC9次冠軍的塞巴斯蒂安·勒布在旺图山進行測試。208 T16由一般款3門版208為基礎修改而來，總重量輕量化達到了875（1,929磅），並使用標緻908的尾翼，搭載3.2升V6雙渦輪引擎，為了挑戰派克峰國際爬山賽，將最大馬力設定在875 bhp（652 kW；887 PS）。2013年6月30日，塞巴斯蒂安·勒布駕駛著208 T16在派克峰國際爬山賽，以8分13秒878的成績，打破了瑞斯·美倫在2012年、鋪設道路競賽上所締造的9分46秒164的紀錄。
208 T16也在2014的古德伍德速度慶典的登山賽中獲得了冠軍。

## 第二代（P21；2019）
第二代的標緻208於2019年3月的日內瓦汽車展發表，同年夏天開始在歐洲販售。全電動版本命名為e-208，於日內瓦同步發表。此代208提供多種動力選擇，包含汽油、柴油與電動引擎。

## 販售及生產
2013年二月，標緻汽車宣布已生產了30萬輛的208。
| 年份 | 全球生產 | 全球販售 | 備註                  |
| ---- | -------- | -------- | --------------------- |
| 2011 | 待公布   | 631      |                       |
| 2012 | 242,900  | 220,800  | 生產累積達到243,600輛 |
| 2013 | 333,800  | 334,439  | 生產累積達到577,400輛 |

## 外部連結
- 官方网站
- Peugeot 208 design story （页面存档备份，存于）

| 獎項                   | 獎項                                        | 獎項                         |
| ---------------------- | ------------------------------------------- | ---------------------------- |
| 前任： Citroën DS3 WRC | Autosport Awards Rally Car of the Year 2013 | 繼任： Volkswagen Polo R WRC |